# Região Censitária de Prince of Wales-Hyder
A Região Censitária de Prince of Wales-Hyder é uma das 11 regiões localizada no estado norte-americano do Alasca, que faz parte do Distrito não-organizado, portanto não possui o poder de fornecer certos serviços públicos aos seus habitantes, que são fornecidos por distritos organizados e por condados. Como tal, não possui sede de distrito. Possui uma área de 32 909 km², uma população de 6 146 habitantes e uma densidade demográfica de menos de 0,5 hab/km². Suas principais comunidades são Craig e Metlakatla.